# 潘德
潘德，是匈牙利佩斯州所辖的一个村。总面积22.21平方公里，总人口2081，人口密度93.7人/平方公里（2011年1月1日）。